# 勞達特
勞達特（Laudat）是加勒比海島國多米尼克聖喬治區的一个村莊，位於該島內陸，三座山之間：瓦特山、米科特林山（马卡克山）和三峰山，2001年人口342人。